# Spodoptera ornithogalli
Spodoptera ornithogalli là một loài bướm đêm trong họ Noctuidae.

## Hình ảnh

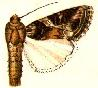
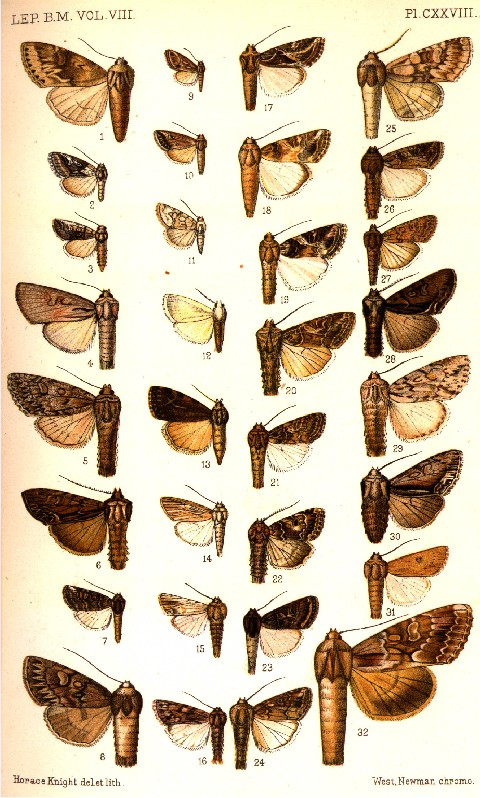
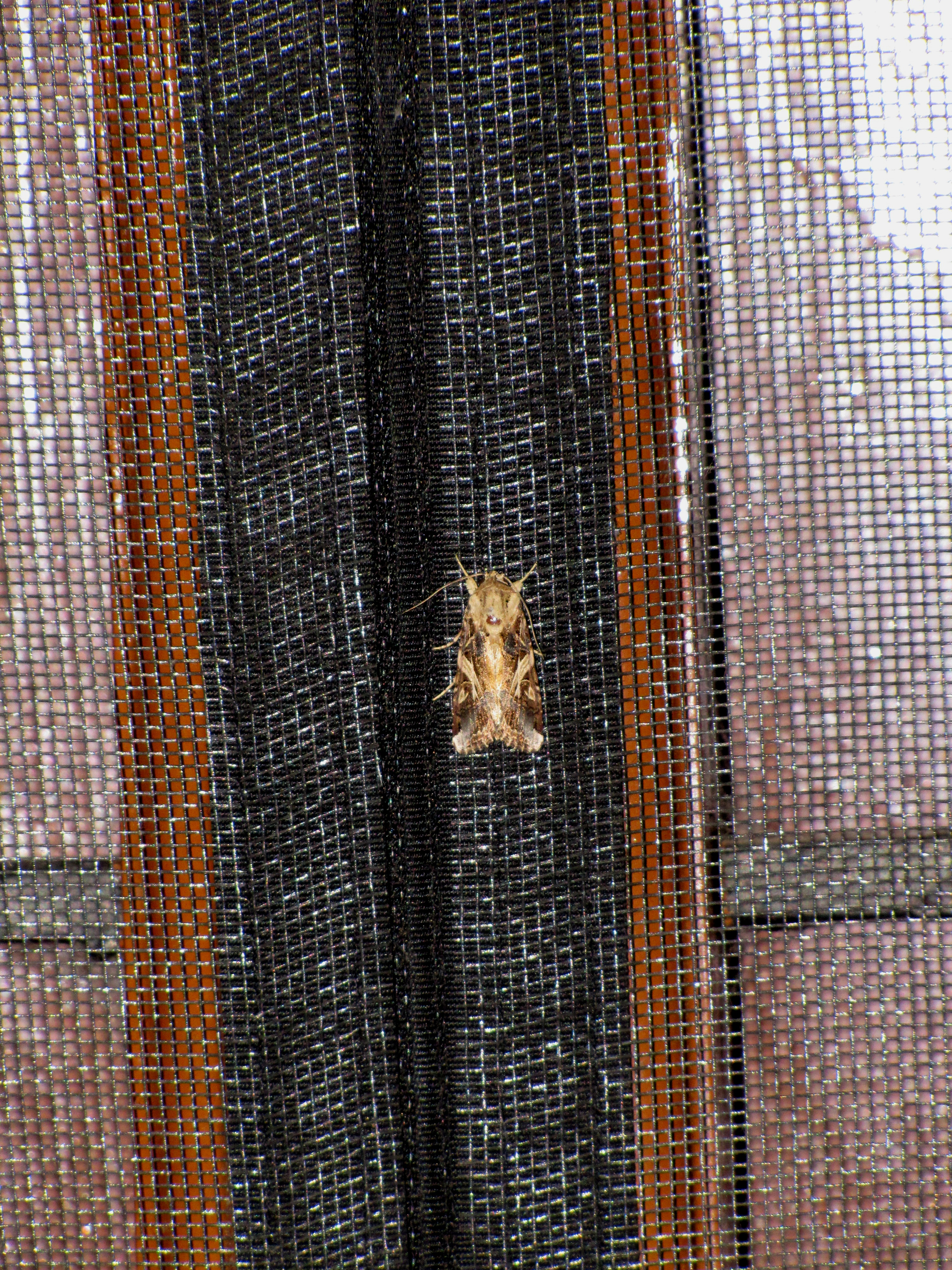